# Prvenstvo Anglije 1896
Prvenstvo Anglije 1896 v tenisu.

## Moški posamično
Harold Mahoney :  Wilfred Baddeley, 6-2 6-8 5-7 8-6 6-3

## Ženske posamično
Charlotte Cooper :  Alice Simpson Pickering,  6-2, 6-3

## Moške dvojice
Wilfred Baddeley /  Herbert Baddeley :  Reginald Doherty /  Harold Nisbet, 1–6, 3–6, 6–4, 6–2, 6–1